# Église Saint-Irénée de Châtillon-la-Palud
Pour les articles homonymes, voir Saint-Irénée.
L'église Saint-Irénée est une église située en France sur la commune de Châtillon-la-Palud, dans le département de l'Ain en région Auvergne-Rhône-Alpes.
Elle fait l'objet d'une inscription partielle au titre des monuments historiques depuis le 22 juin 1966.

## Présentation
L'église est située dans le département français de l'Ain, sur la commune de Châtillon-la-Palud. L'édifice, sorti de terre au seizième siècle, est inscrit au titre des monuments historiques en 1966.
Une statue de la Vierge se trouve à côté de l'église, en direction du Nord.

## Architecture
Cette église est gothique et composée de trois chapelles. Subsistent sur les murs du chœur et de l'abside, des peintures datant de 1536.
Le clocher actuel de l'église a été reconstruit à la suite de l’effondrement de l'ancien clocher. Ce dernier se trouvait au-dessus du chœur. Le nouveau clocher est situé au-dessus de l'entrée de l'église comme c'est le cas dans de nombreuses églises de la région.
Sur le proche a été gravée une phrase de saint Irénée : La gloire de Dieu c'est l'Homme vivant et la vie de l'Homme c'est la vision de Dieu.

## Mobilier
À l'intérieur, se trouvent 9 statues, un groupe sculpté et un reposoir. On retrouve ainsi, les statues de saint Jean-Baptiste, sainte Barbe, saint Jacques de Compostelle, sainte Catherine, saint Irénée, saint Éloi, saint Bruno, saint Claude et saint Pierre.
Le groupe sculpté représente Notre-Dame de la consolation, il s'agit de la Vierge qui tient dans son manteau douze personnages. Ce groupe sculpté est peint. Il proviendrait de l'ancienne abbaye de Chassagne. 

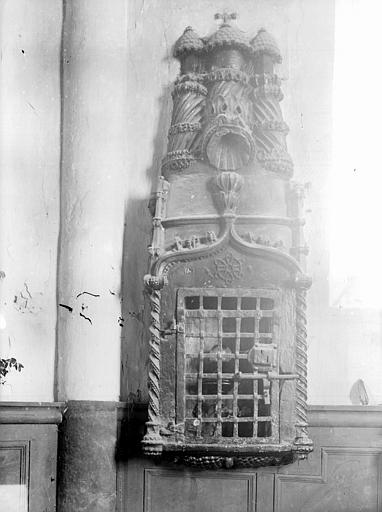
Le reposoir de l'église

Enfin, le reposoir est un ensemble sculpté et peint accroché dans le chœur de l'église. Les sculptures représentent des bâtiments d'inspiration byzantine.